# Mirta Aguirre
Mirta Aguirre Carreras (née le 18 octobre 1912 et morte le 8 août 1980) est une poétesse, romancière, journaliste et activiste politique cubaine.

## Biographie
Mirta Aguirre rejoint le Parti communiste de Cuba en 1932.

## Œuvres
- Presencia interior, 1938
- Influencia de la mujer en Iberoamerica, 1948. Gagnant du Iboamerican Floral Games.
- Juegos y otros poema, 1974
- Ayer de hoy, 1980